# Bycanistes
Bycanistes é um gênero de aves da família Bucerotidae.
As seguintes espécies são reconhecidas:
- Calau-assobiador, (calau-galhofeiro) Cassin, 1850 Bycanistes fistulator
- Calau-trombeteiro, Temminck, 1824 Bycanistes bucinator
- Calau-de-faces-castanhas, Temminck, 1831 Bycanistes cylindricus
- Calau-de-calças-brancas, Cabanis & Reichenow, 1877 Bycanistes albotibialis
- Calau-de-faces-cinzentas, (calau-de-casquete-preto-e-branco) Sclater, PL, 1871 Bycanistes subcylindricus
- Calau-de-faces-prateadas, Friedmann, 1929 Bycanistes brevis